# 茂七の事件簿 ふしぎ草紙
『茂七の事件簿 ふしぎ草紙』（もしちのじけんぼ ふしぎそうし）は、NHK総合テレビ『金曜時代劇』枠で放送された時代劇ドラマシリーズ。宮部みゆきの時代小説『本所深川ふしぎ草紙』、『かまいたち』、『幻色江戸ごよみ』、『初ものがたり』、『堪忍箱』を原作とする。主演は高橋英樹。
第1シリーズは2001年6月29日から同年9月21日まで全10話を放送。その後、続編として2002年6月28日から同年9月20日まで第2シリーズ『茂七の事件簿 新ふしぎ草紙』が全10話、2003年7月11日から同年8月8日に第3シリーズ『茂七の事件簿3 ふしぎ草紙』が全5話放送された。
さらに2004年2月20日から同年3月12日まで、通常放送枠にて4週に渡り、シリーズの中で特に好評だった作品をまとめた『茂七の事件簿セレクション』が放送され、第2シリーズから「落ち葉なしの椎」と「鬼子母火」、第3シリーズから「片葉の芦」と「ならず者」が再放送された。

## スタッフ
- 原作：宮部みゆき
- 脚本：金子成人
- 演出：加藤拓、一色隆司
- 殺陣：佐々木修平
- 時代考証：大石学
- 音楽：坂田晃一
- 語り：古今亭志ん朝（第1シリーズ）、春風亭小朝（第2シリーズ以降）

## 登場人物
回向院の茂七：高橋英樹
本所・深川一帯を預かる岡っ引。妻のおしのは10年前に病死し、娘のお絹、義母のおかつと三人で暮らす。町の人たちからの信頼は厚く、日々をささやかに生きる庶民のために、事件の解決に乗り出して行く。小遣い稼ぎのために耳掻き作りの仕事をしている。
おかつ：淡路恵子
茂七の亡妻であるおしのの母。小さい頃から深川・木場の活気と気性の荒い男たちの中で育ったため、気が強く、近所では恐れられているが、心は温かい。茂七とは口喧嘩は多いが、支えとなっている。
お絹：星野真里
茂七の一人娘。幼少期に母を亡くすが、おかつや叔母のお京の支えで明るく育った。呉服屋「浜松屋」の縫い子として働き、家計を助けている。茂七も頭が上がらない存在。
稲荷鮨屋伊三次：原田芳雄（第1シリーズのみ）
富岡橋のたもとに稲荷鮨の屋台を出す謎の人物。茂七が捜査に行き詰まった時にさりげなくヒントを与える。地回りの勝蔵とは何らかの因縁がある。
- 糸吉：仁科貴（第1シリーズ）→伊崎充則（第2シリーズ以降）
- 権三：河西健司（第1シリーズのみ）
- 勝蔵：本田博太郎
- お京：あめくみちこ
- お艶：中江有里（第1シリーズのみ）
- 加納新之助：安村和之
- 佐吉：充吉修介
- 粂次郎：渡辺いっけい（第2シリーズ第2話以降）
- おこん：川俣しのぶ
- おたき：宮地雅子
- 辰五郎：上杉祥三
- 弥太郎：高杉亘
- 東三：不破万作
- 源左衛門：石井愃一
- 幸助：谷津勲
- おたね：石井トミコ
- おさだ：秋吉久美子（第2シリーズのみ）

## 放映リスト
| 各話                                      | 放送日                                  | サブタイトル                            | 原作収録作品                            | 主なゲスト |
| 第1シリーズ 『茂七の事件簿 ふしぎ草紙』   | 第1シリーズ 『茂七の事件簿 ふしぎ草紙』 | 第1シリーズ 『茂七の事件簿 ふしぎ草紙』 | 第1シリーズ 『茂七の事件簿 ふしぎ草紙』 | 第1シリーズ 『茂七の事件簿 ふしぎ草紙』 |
| ----------------------------------------- | --------------------------------------- | --------------------------------------- | --------------------------------------- | --- |
| 第一話                                    | 2001年6月29日                           | 置いてけ堀                              | 『本所深川ふしぎ草紙』                  | 富士春（岡本舞）、川越屋（石丸謙二郎）、川越屋の女房（鷲尾真知子）、おしず（高橋かおり）                                                                               |
| 第二話                                    | 2001年7月6日                            | 鰹千両                                  | 『初ものがたり』                        | 角次郎（梨本謙次郎）、おせん（岸本加世子）、おはる（北原ひとみ）、伊勢屋（黒沼弘己）                                                                                   |
| 第三話                                    | 2001年7月13日                           | お勢殺し                                | 『初ものがたり』                        | お勢（小島聖）、音次郎（八嶋智人） |
| 第四話                                    | 2001年7月20日                           | 送り提灯                                | 『本所深川ふしぎ草紙』                  | おりん（小川亜美）、お雪（真木よう子）、孝太郎（岡田圓） |
| 第五話                                    | 2001年7月27日                           | 足洗い屋敷                              | 『本所深川ふしぎ草紙』                  | お里（美保純）、みよ（児玉真菜）、長兵衛（水島涼太）、お新（遠野凪子）                                                                                                 |
| 第六話                                    | 2001年8月3日                            | 凍る月                                  | 『初ものがたり』                        | おさき（井上晴美）、松太郎（大森南朋） |
| 第七話                                    | 2001年8月24日                           | 迷子のしるべ                            | 『幻色江戸ごよみ』                      | 長次（鴨下宗生）、おたえ（中山忍） |
| 第八話                                    | 2001年8月31日                           | だるま猫                                | 『幻色江戸ごよみ』                      | 文次（小磯勝弥）、角蔵（米倉斉加年） |
| 第九話                                    | 2001年9月7日                            | 神無月                                  | 『幻色江戸ごよみ』                      | 市蔵（千葉哲也） |
| 最終話                                    | 2001年9月21日                           | 侘助の花                                | 『幻色江戸ごよみ』                      | 轡田三太夫（寺田農）、義信（塩屋俊） |
| 第2シリーズ 『茂七の事件簿 新ふしぎ草紙』 |                                         |                                         |                                         | |
| 第一話                                    | 2002年6月28日                           | かまいたち                              | 『かまいたち』                          | およう（水川あさみ）、新吉（池内万作）、仙吉（伊藤俊人）、猪助（おかやまはじめ）、 井手官兵衛（藤堂新二）、弥平（二瓶鮫一）、新野玄庵（木場勝己）                      |
| 第二話                                    | 2002年7月5日                            | 落ち葉なしの椎                          | 『本所深川ふしぎ草紙』                  | 勢吉（塩野谷正幸）、おしの（吉野紗香）、千太郎（加藤大治郎）、おしげ（筒井真理子）                                                                                     |
| 第三話                                    | 2002年7月12日                           | 鬼子母火                                | 『幻色江戸ごよみ』                      | おとよ（木の実ナナ）、おうめ（楯真由子）、おたつ（上野なつひ）、おつる（三輪ひとみ）、 喜一郎（松田賢二）、藤兵衛（螢雪次朗）                                          |
| 第四話                                    | 2002年7月19日                           | 消えずの行灯                            | 『本所深川ふしぎ草紙』                  | お松（烏丸せつこ）、おゆう（市川実日子）、小平次（鈴木一功）、喜兵衛（山崎一）                                                                                         |
| 第五話                                    | 2002年7月26日                           | 師走の客                                | 『かまいたち』                          | 竹蔵（勝野洋）、お里（大谷直子）、常二郎（六平直政）、中井権太夫（斎藤洋介）、卯之助（梅津栄）                                                                         |
| 第六話                                    | 2002年8月2日                            | 紙吹雪                                  | 『幻色江戸ごよみ』                      | おぎん（邑野未亜）、井筒屋・瀬兵衛（益富信孝）、井筒屋・おとく（三谷悦代）、 亀三（眞島秀和）、おいち（中島ひろ子）、おしま（左時枝）                                  |
| 第七話                                    | 2002年8月30日                           | 寿の毒                                  | 文藝春秋刊 「オール讀物」 2002年2月号   | 仁助（黒部進）、おきち（土屋久美子）、安川市太郎（大沢樹生）、 彦助（緒形幹太）、お久（長曽我部蓉子）、おしん（中村由起子）、 成毛良衛（南州太郎）、勘兵衛（左とん平） |
| 第八話                                    | 2002年9月6日                            | かどわかし                              | 『堪忍箱』                              | 小一郎（塩野魁土）、おすえ（久世星佳）、金二郎（亀山助清）、正吉（ヨシダ朝）、お品（相田翔子）                                                                         |
| 第九話                                    | 2002年9月13日                           | 紅の玉                                  | 『幻色江戸ごよみ』                      | 左吉（小市慢太郎）、お美代（坂井真紀）、おたか（角替和枝）、塚原源蔵（山本學）                                                                                         |
| 最終話                                    | 2002年9月20日                           | 堪忍箱                                  | 『堪忍箱』                              | お駒（前田亜季）、お島（梅沢昌代） |
| 第3シリーズ 『茂七の事件簿3 ふしぎ草紙』  |                                         |                                         |                                         | |
| 第一話                                    | 2003年7月11日                           | 片葉の芦                                | 『本所深川ふしぎ草紙』                  | 藤兵衛（柴俊夫）、お美津（松尾れい子）、彦次（高岡蒼佑）、お園（岡本綾）                                                                                               |
| 第二話                                    | 2003年7月18日                           | 敵持ち                                  | 『堪忍箱』                              | 加助（浅野和之）、お鈴（奥貫薫）、勇吉（松田直樹）、おこう（根岸季衣）、小坂井（三浦浩一）                                                                             |
| 第三話                                    | 2003年7月25日                           | 鬼は外                                  | 文藝春秋刊 「オール讀物」 2003年2月号   | 寿八郎（松重豊）、お金（山下容莉枝）、太兵衛（小林勝彦）、お花（宇野あゆみ）                                                                                           |
| 第四話                                    | 2003年8月1日                            | 迷い鳩                                  | 『かまいたち』                          | お清（喜多嶋舞）、お初（沢松綾子） |
| 最終話                                    | 2003年8月8日                            | ならず者                                | 『堪忍箱』                              | お春（尾高杏奈）、新吉（野添義弘）、市太郎（遠藤憲一）、お仲（松田美由紀）                                                                                             |

## 主題歌
- 『でんでん虫』 唄:氷川きよし（第2シリーズ）